# John Owen (jugador d'escacs)
John Owen (Staffordshire, Anglaterra, 8 d'abril de 1827 - Twickenham, Gran Londres, Anglaterra, 24 de novembre de 1901) va ser un vicari anglès i mestre d'escacs amateur. Es va classificar entre els deu millors jugadors d'escacs del món durant certs períodes de la dècada de 1860. Va ser una figura important dels escacs anglesos des de mitjans de la dècada de 1850 fins a la de 1890.
Owen va néixer a Marchington i va fer els seus primers estudis a Repton School, Derbyshire. El 1850 es va graduar al Trinity College, Cambridge, i va rebre el seu màster en arts a Cambridge tres anys més tard. Va ser ordenat per l'Església d'Anglaterra el 1851, i va servir com a vicari de Hooton, Cheshire des de 1862 fins a la seva jubilació el 1900.
El 1858 va guanyar una partida d'escacs contra el jove mestre nord-americà Paul Morphy, el millor jugador del món, que aleshores estava de gira per Europa. Això va provocar un matx entre els dos. Tot i que se li van donar avantatge de peó i moviment (és a dir, va començar la partida amb un peó addicional i sempre movia primera), Owen va perdre el matx 6–1, sense guanyar cap partida.
La seva actuació en el fort torneig de Londres de 1862, el primer esdeveniment internacional round-robin (en què cada participant jugava contra tots els altres) va ser més impressionant. Va acabar tercer, per davant del futur campió del món Wilhelm Steinitz, i va ser l'únic jugador que va guanyar contra l'eventual guanyador del torneig, Adolf Anderssen. Louis Paulsen va quedar segon. Aquest resultat va ser, sens dubte, el millor assoliment d'escacs de tota la vida d'Owen.
Owen va continuar jugant amb freqüència i sovint amb èxit en tornejos britànics fins a la dècada de 1890, i va tenir un bon rendiment en diversos matxs contra els millors jugadors britànics, que eren essencialment professionals dels escacs. Mai va competir fora de les Illes Britàniques. Va morir a Twickenham.
Owen és l'epònim de la defensa Owen, una obertura d'escacs caracteritzada pels moviments 1.e4 b6. Owen va ser el primer jugador fort que va jugar això amb freqüència, fins i tot en la seva victòria sobre Morphy.